# Territoriale prelatuur Deán Funes
De territoriale prelatuur Deán Funes (Latijn: Praelatura Territorialis Funesiopolitana) is een rooms-katholieke territoriale prelatuur met als zetel Deán Funes, in Argentinië. De territoriale prelatuur is suffragaan aan het aartsbisdom Córdoba. 

## Geschiedenis
De territoriale prelatuur werd opgericht op 25 januari 1980, uit delen van het bisdom Cruz del Eje. 

## Parochies
De territoriale prelatuur had in 2021 een oppervlakte van 28.700 km2 en telde 68.100 inwoners waarvan 97,4% rooms-katholiek was.

## Prelaten
- Ramón Iribarne Arámburu (25 januari 1980 - 2 juli 1980)
- Lucas Luis Dónnelly Carey (30 december 1980 - 18 januari 2000)
- Aurelio José Kühn Hergenreder (18 januari 2000 - 21 december 2013)
- Gustavo Gabriel Zurbriggen (21 december 2013 - 21 juni 2023, coadjutor sinds 12 oktober 2011)
- Enrique Eguía Seguí (28 oktober 2023 - heden)

## Galerij van afbeeldingen

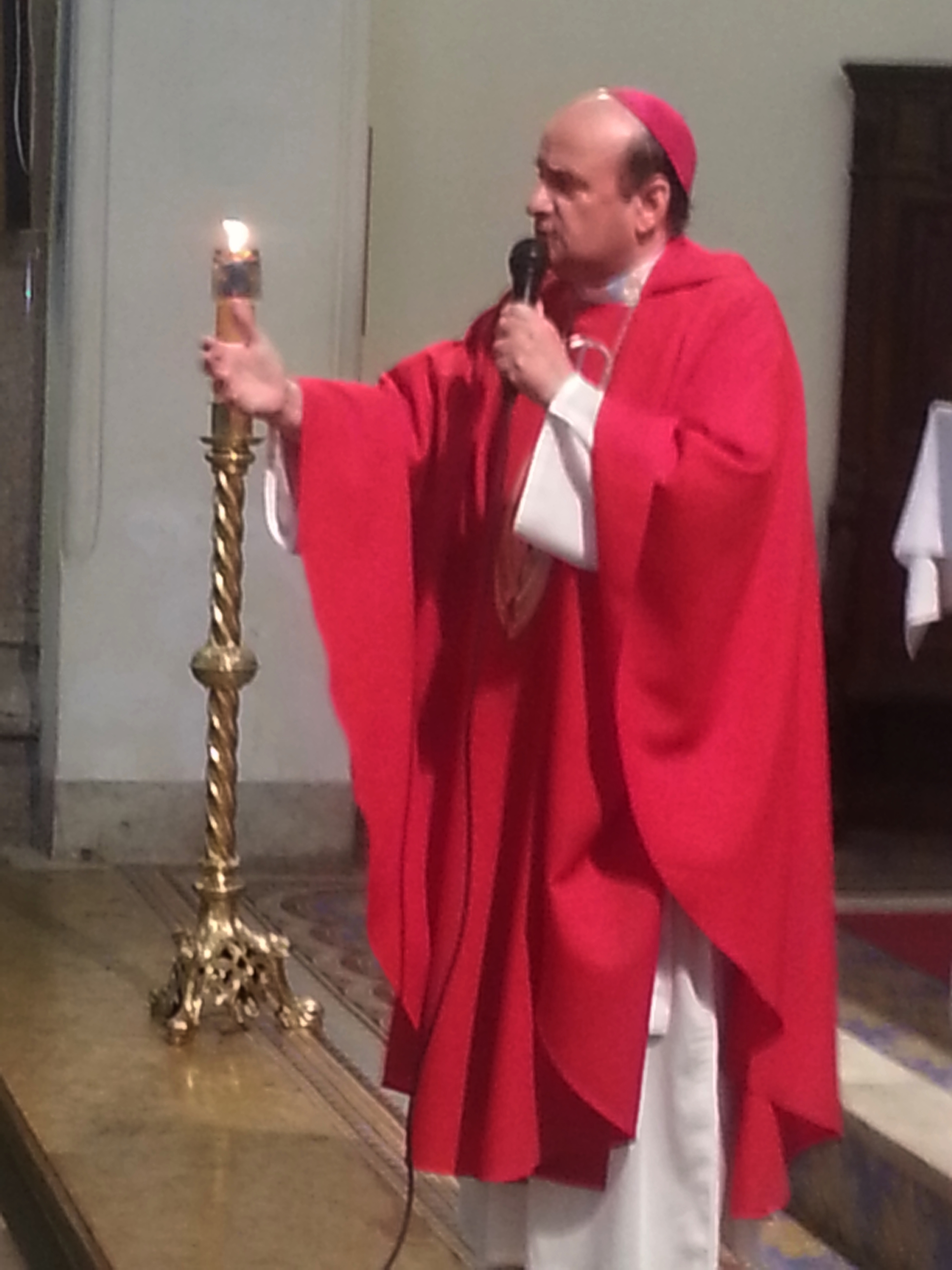
Bisschop Enrique Eguía Seguí in 2015
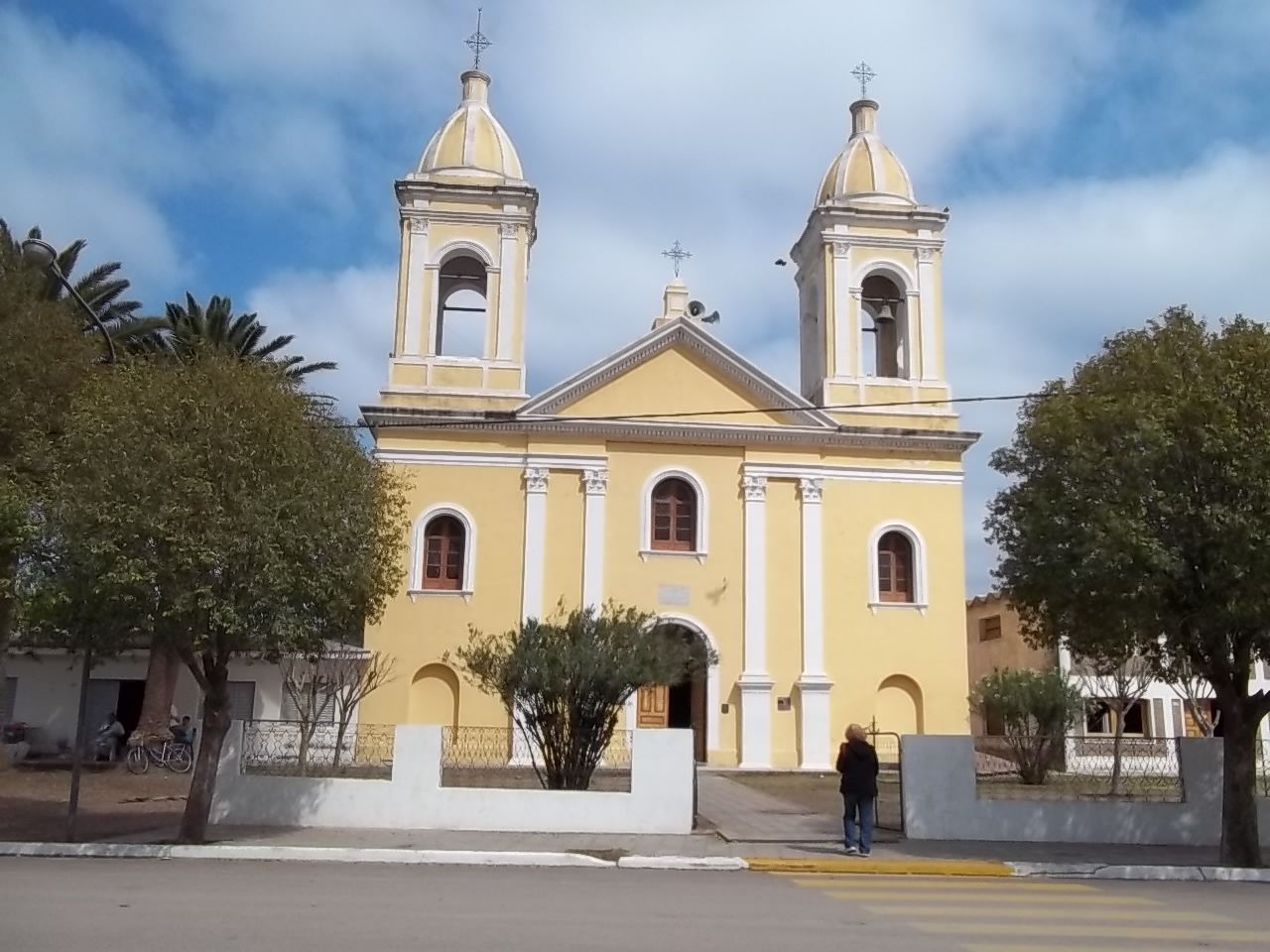
Kerk van San José de la Dormida
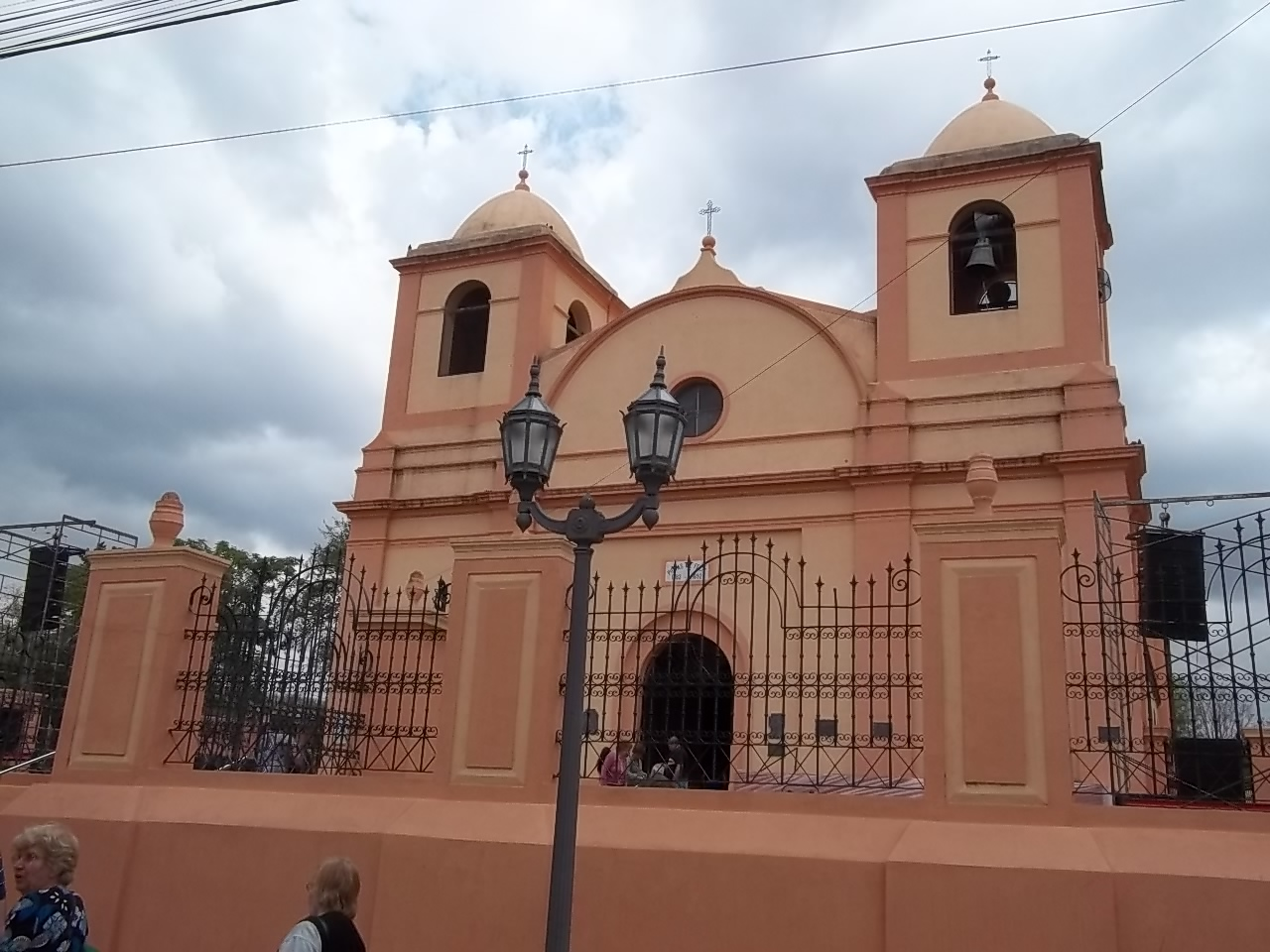
Kerk van Villa Tulumba
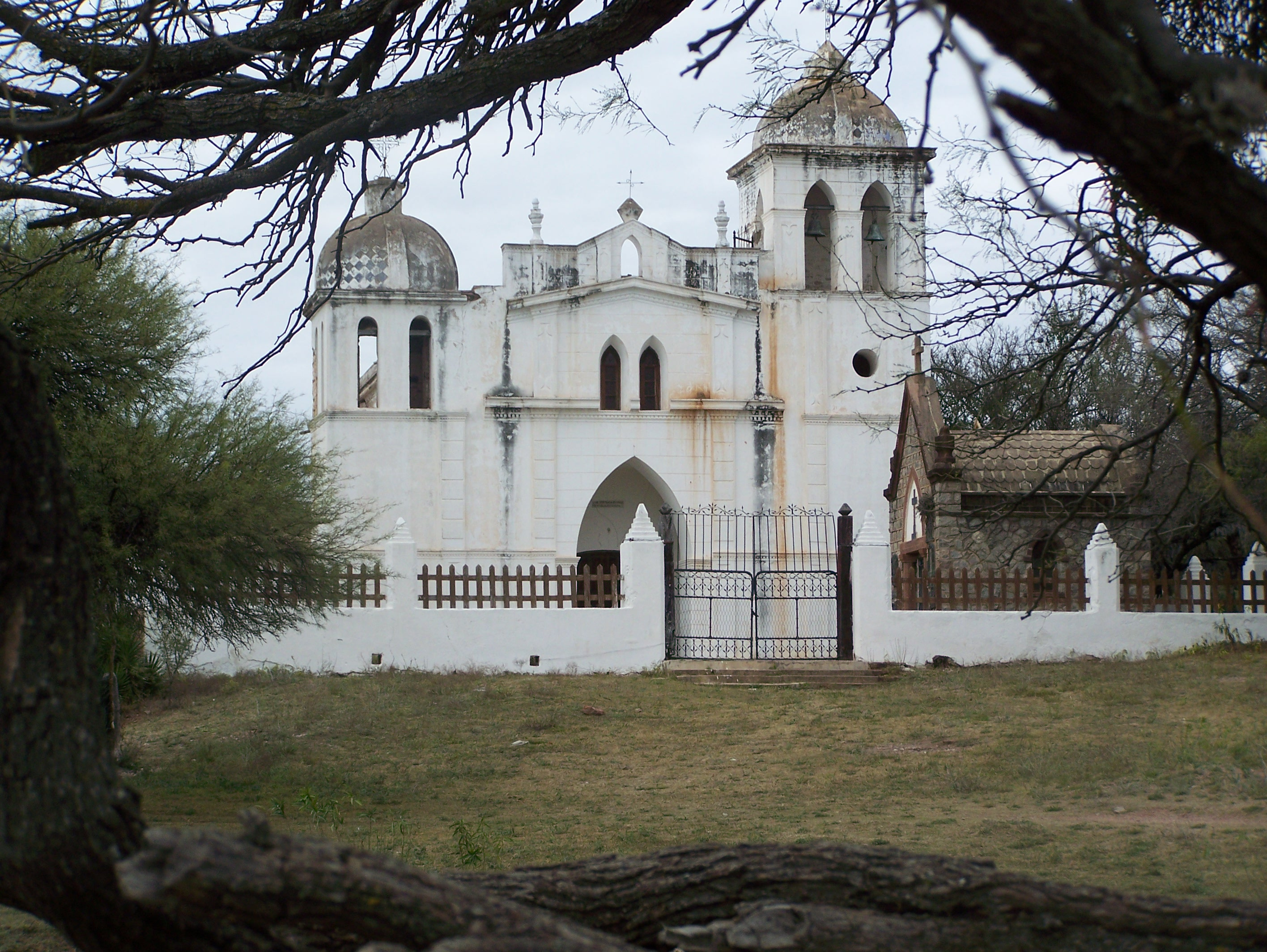
Kerk van Copacabana, Ischilín

Córdoba (aartsbisdom) · Cruz del Eje · Deán Funes (territoriale prelatuur) · San Francisco · Villa de la Concepción del Río Cuarto · Villa María